# Udvardy Panna
Udvardy Panna (Kaposvár, 1998. szeptember 28. –) magyar teniszezőnő. Csapatban U16-os világbajnoki bronzérmes, kétszeres U16-os korosztályos Európa-bajnok (2014) és U16-os korosztályos Európa-bajnoki bronzérmes (2013).
Felnőtt pályafutása során párosban egy WTA-tornán győzött; egyéniben egy, párosban két WTA125K-tornagyőzelemmel rendelkezik, és egyéniben 12, párosban kilenc ITF-tornán végzett az első helyen. Legjobb világranglista helyezése egyéniben a 76. hely, amelyre 2022. szeptember 12-én került, párosban a 65. helyen 2022. október 24-én állt.
A Grand Slam-tornákon a legjobb eredménye egyéniben a 2022-es wimbledoni teniszbajnokságon elért 2. kör, párosban a 2023-as Roland Garroson ugyancsak a 2. körig jutott.

## Pályafutása

### Ifjúsági eredményei

#### A kezdetek
Ötéves korában kezdett el teniszezni. Két bátyja és egy húga van, Luca szintén versenyszerűen teniszezik. Egy ideig a család Ausztráliában élt, ott is felfigyeltek a tehetségére, és meghívták a város válogatottjába.
2006-ban első helyezést ért el az 1. osztályos lányok országos mini-tenisz bajnokságán. Ekkor már korosztályában ő a legeredményesebb játékos.
2010-ben, 12 éves korában megnyerte Veszprém megye egyéni és páros korosztályos bajnokságát. 2011-ben diákolimpiai bajnok és Veszprém megye jó tanuló, jó sportolója. 2013-ban az U16 korosztályos bajnokságon párosban bronzérmet szerzett. Ezt követően romániai teniszakadémián edzett.
Élete első egyéni nemzetközi tornagyőzelmét 2013-ban Nagymihályon szerezte, ahol az U16-os korosztályos versenyen egyéniben és párosban is győzött.
Első felnőtt magyar bajnoki címét 2014 márciusban szerezte a fedettpályás bajnokságon, ahol Jani Réka Luca párjaként lett aranyérmes. 2014-ben szerezte meg élete első ITF-tornagyőzelmét is, amikor az albániai Tiranában rendezett U18-as Tirana Openen megszerezte az első helyet. 2015-ben Bukta Ágnessel párban szerzett országos bajnoki címet.

#### Korosztályos Európa-bajnoki címek, világbajnoki bronzérem
2014 februárjában az U16 korosztályos fedettpályás Európa-bajnokságon a csehországi Ricanyban Gálfi Dalmával és Stollár Fannyval csapatban aranyérmesek. Augusztusban a Budapesten rendezett szabadtéri csapatversenyen Gálfi Dalmával és Stollár Fannyval csapatban ugyancsak U16 Európa-bajnokok lettek, amivel kiharcolták a részvételt az U16-os korosztályos világbajnokságra, ahol csapatban Stollár Fannyval és Gálfi Dalmával 2014. szeptemberben bronzérmet szerzett a Junior FED kupa (korosztályos világbajnokság) döntőjében a mexikói San Luis Potosiban.
2016-ban a spanyolországi Lleidában az U18-as korosztályos csapat Európa-bajnokságon Stollár Fannyval és Gálfi Dalmával az 5. helyet szerezték meg.

#### Junior Grand Slam-eredményei
A 2015-ös wimbledoni teniszbajnokságon a lány párosok versenyében a 2. körig jutott, ahol román partnerével a később tornagyőztes magyar Stollár-Gálfi kettőstől kaptak ki. A 2016-os Australian Openen a junior lányok között egyéniben a 2. körben esett ki, párosban osztrák partnerével a negyeddöntőig jutottak, ahol a későbbi tornagyőztes orosz Anna Kalinszkaja és a cseh Tereza Mihalíková ütötte el a továbbjutástól. A 2016-os Roland Garroson egyéniben és párosban is már az 1. körben búcsúzott a versenytől. A 2016-os wimbledoni teniszbajnokságon egyéni az első, párosban a második kör jelentette számára a torna végét. A US Openen egyéniben és párosban is az 1. körben esett ki.

### Profi pályafutása

#### 2016–2020
A profik között 2016 márciusában debütált a Győrben rendezett 10 000 dolláros ITF-tornán. Első profi tornagyőzelmét 2016 októberében párosban érte el, amikor a spanyolországi Mellilában egy 10 000} dolláros ITF-tornán végzett az első helyen. Egyéniben az első profi tornagyőzelmét 2016 december végén a Casablancában rendezett 10 000 dolláros ITF-tornán szerezte. 2016-tól két évig Spanyolországban a Soto teniszakadémián végezte edzéseit.
Első WTA-szereplésére 2016. júliusban a bukaresti WTA International kategóriás tornán került sor, ahol a selejtező első körében búcsúzott. 2017 júliusában a Hungarian Ladies Openen szabad kártyával indulhatott egyéniben a selejtezőben, valamint a párosok versenyén a főtáblán. Egyéniben a selejtező első körében kapott ki, párosban az orosz Anna Blinkovával az első körben a későbbi tornagyőztes Hszie Su-vej–Okszana Kalasnikova párostól szenvedtek vereséget. Még ebben a hónapban részt vállalt a Diego SC-Fehérvár Kiskút Szuperliga bajnoki címének megszerzésében. Ezt követően az elődöntőbe jutott a Dunakeszin rendezett 60 000 dolláros ITF-tornán.
2018 februárjában fedettpályás országos bajnokságot nyert. Első főtáblás WTA-tornáján szabad kártyával indulhatott egyéniben és párosban is az International kategóriájú 2018-as Hungarian Ladies Openen, de mindkét kategóriában az első körben búcsúzott. A koronavírus-járvány idején 2020 májusától Floridában egy 16 hetes magánszervezésű versenysorozaton vett részt, ahol 90 nap alatt több, mint 80 mérkőzést játszott, ezzel nagy versenyrutint szerzett a járvány miatt egyébként  felfüggesztett versenyszezonban.

#### 2021: A Top100-ban
A 2021-es évet egyéniben a világranglista 352. helyén kezdte. Az első komolyabb sikerét áprilisban az argentin Córdobában érte el, ahol a 25 000 dolláros ITF-tornán a döntőbe jutott.Májusban megnyerte a 25 000 dolláros tornát a floridai Naplesben, és még ugyanebben a hónapban ugyancsak az első helyen végzett az alabamai Pelhamben rendezett 25 000 dolláros ITF-tornán. A wimbledoni teniszbajnokság selejtezőjében a 2. körig jutott. Ezután a döntőbe jutott a hágai 25 000-es tornán, elődöntős volt a torinói 25 000-es tornán, és szabadkártyáskét a negyeddöntőig jutott a Budapesten rendezett WTA250 kategóriájú Hungarian Grand Prix tornán. Júliusban elődöntőt játszott a csehországi Olomoucban.
Szeptemberben megnyerte a csehországi Frýdek-Místekben rendezett 25 000 dolláros tornát, a negyeddöntőig jutott a 80 000 dolláros tornán Valenciában, majd októberben nyert a Brazília Rio de Sulban rendezett 25 000 dolláros tornán. Novemberben elődöntős volt a WTA125K kategóriájú Argentina Openen. Ezekkel az eredményeivel a világranglista 116. helyére lépett. Egy héttel később a brazíliai Aparecida de Goiâniában rendezett 25 000 dolláros tornán a döntőig jutott. A következő héten a Montevideóban rendezett WTA125K kategóriájú tornán a döntőig jutott. Győzelme esetén a Top100-ba került volna, amely ezúttal nem sikerült, de eredményével így is a világranglista 107. helyére került. Egy héttel később azonban már megnyerte a Brazíliavárosban rendezett 60 000 dolláros tornát, ezzel a világranglistán a legjobb 100 között, a 96. helyen zárta az évet.
Párosban is eredményes évet zárt. Az évet a 438. helyen kezdte. Márciusban megnyerte a Buenos Airesben, majd a Córdobában rendezett 25 000 dolláros tornákat, döntőt játszott a hágai 25 000-es tornán, negyeddöntős volt a belgrádi WTA125K kategóriájú tornán, Bondár Anna partnereként elődöntőt játszott a WTA125K kategóriájú Argentina Open tornán. Ezekkel az eredményeivel párosban a világranglistán a 247. helyre került.

#### 2022: Párosban is a Top100-ban, év végén a legjobb magyar
Első kiemelkedő eredményét áprilisban érte el, amikor a Wiesbadenben rendezett 100 000 dolláros ITF-tornán párosban az első helyen végzett. Májusban pályafutása addigi legnagyobb páros tornagyőzelmét aratta a Karlsruhéban rendezett WTA125K kategóriájú tornán, ezzel a világranglistán a 115. helyre került, amellyel ekkor a legmagasabban jegyzett magyar női páros teniszező volt. Júliusban a palermói WTA 250-es tornán párosban a döntőbe jutott, ezzel az eredményével a világranglistán párosban a a 82. helyre ugrott, bekerült a Top100-ba.
2022. augusztusban a Jászvásáron rendezett WTA125K tornán a döntőbe jutott, novemberben pedig első WTA125 tornagyőzelmét aratta a Buenos Airesben rendezett tornán. Ezzel az eredményével a 77. helyre került a világranglistán, amellyel a legelőkelőbben helyezett magyarként zárta az évet.

#### 2025: Első páros WTA-tornagyőzelem
2025 júliusában a Jászvásáron rendezett WTA250 tornán párosban megszerezte első WTA-trófeáját.

## WTA döntői
| Összesítés                  |
| Grand Slam-torna (0)        |
| WTA 1000 (kötelező) (0)     |
| WTA 1000 (nem kötelező) (0) |
| WTA 500 (0)                 |
| WTA 250 (1)                 |

### Páros

#### Győzelmei (1)
|    | Dátum            | Torna                | Borítás | Partner          | Ellenfelek a döntőben              | Eredmény a döntőben |
| 1. | 2025. július 20. | Iași Open, Jászvásár | Salak   | Veronica Erjavec | María Lourdes Carlé Simona Valtert | 7–5, 6–3            |

#### Elveszített döntői (3)
|    | Dátum            | Torna                          | Borítás | Partner           | Ellenfelek a döntőben             | Eredmény a döntőben |
| 1. | 2022. január 15. | Sydney International, Sydney   | Kemény  | Vivian Heisen     | Anna Danilina Beatriz Haddad Maia | 6–4, 5–7, [8–10]    |
| 2. | 2022. július 24. | Palermo International, Palermo | Salak   | Amina Ansba       | Bondár Anna Kimberley Zimmermann  | 3–6, 2–6            |
| 3. | 2023. január 14. | Hobart International, Hobart   | Kemény  | Viktorija Golubic | Kirsten Flipkens Laura Siegemund  | 4–6, 5–7            |

## WTA 125K döntői

### Egyéni

#### Győzelmei (1)
|    | Dátum              | Torna                           | Borítás | Ellenfél a döntőben | Eredmény a döntőben |
| 1. | 2022. november 20. | Buenos Aires Open, Buenos Aires | Salak   | Danka Kovinić       | 6–4, 6–1            |

#### Elveszített döntői (4)
|    | Dátum              | Torna                       | Borítás | Ellenfél a döntőben | Eredmény a döntőben |
| 1. | 2021. november 21. | Montevideo Open, Montevideo | Salak   | Diane Parry         | 3–6, 2–6            |
| 2. | 2022. augusztus 7. | Iași Open, Jászvásár        | Salak   | Ana Bogdan          | 2–6, 6–3, 1–6       |
| 3. | 2023. július 11.   | La Bisbal d’Empordà         | Salak   | Arantxa Rus         | 6–7(2), 3–6         |
| 4. | 2024. június 9.    | Bari                        | Salak   | Anca Todoni         | 4–6, 0–6            |

### Páros

#### Győzelmek (2)
|    | Dátum            | Torna                     | Borítás | Partner          | Ellenfél a döntőben                | Eredmény a döntőben |
| 1. | 2022. május 15.  | Karlsruhe Open, Karlsruhe | Salak   | Mayar Sharif     | Jana Szizikova Alison Van Uytvanck | 5–7, 6–4, [10–2]    |
| 2. | 2022. július 15. | Nordea Open, Båstad       | Salak   | Irina Hromacsova | Hozumi Eri Jang Su-jeong           | 4–6, 6–3, [10–5]    |

#### Elveszített döntői (2)
|    | Dátum              | Torna                     | Borítás | Partner        | Ellenfél a döntőben                | Eredmény a döntőben |
| 1. | 2022. május 15.    | Karlsruhe Open, Karlsruhe | Salak   | Mayar Sharif   | Jana Szizikova Alison Van Uytvanck | 5–7, 6–4, [10–2]    |
| 2. | 2022. augusztus 7. | Iași Open, Jászvásár      | Salak   | Jani Réka Luca | Darja Asztahova Andreea Roșca      | 5–7, 7–5, [7–10]    |

## ITF döntői

### Egyéni (12–10)
| Díjazás                |
| ---------------------- |
| $100,000 verseny       |
| $75,000/80,000 verseny |
| $50,000/60,000 verseny |
| $25,000 verseny        |
| $15,000 verseny        |
| $10,000 verseny        |

| Döntők borítás szerint |
| ---------------------- |
| Kemény (0–4)           |
| Salak (12–6)           |
| Fű (0–0)               |
| Szőnyeg (0–0)          |

| Eredmény | Ssz.  | Dátum                | Verseny                           | Borítás    | Ellenfél                    | Eredmény         |
| -------- | ----- | -------------------- | --------------------------------- | ---------- | --------------------------- | ---------------- |
| Győztes  | 1–0   | 2016. december 25.   | ITF Casablanca, Marokkó           | Salak      | Eleni Kordolaimi            | 6–4, 7–6(3)      |
| Döntős   | 1–1   | 2016. december 31.   | ITF Rabat, Marokkó                | Salak      | Joséphine Boualem           | 6–2, 6–7(1), 4–6 |
| Döntős   | 1–2   | 2017. február 12.    | ITF Edgbaston, Egyesült Királyság | Kemény (f) | Manon Arcangioli            | 6–7(4), 1–6      |
| Győztes  | 2–2   | 2017. április 16.    | ITF Hammamet, Tunézia             | Salak      | Audrey Albié                | 1–6, 6–4, 6–3    |
| Győztes  | 3–2   | 2017. május 21.      | ITF Oeiras, Portugália            | Salak      | Gaia Sanesi                 | 6–7(5), 7–5, 6–4 |
| Győztes  | 4–2   | 2017. szeptember 17. | ITF Székesfehérvár, Magyarország  | Salak      | Jani Réka Luca              | 7–5, 6–3         |
| Döntős   | 4–3   | 2019. november 24.   | ITF Naples, Egyesült Államok      | Salak      | Seone Mendez                | 3–6, 4–6         |
| Döntős   | 4–4   | 2021. április 11.    | ITF Cordoba, Argentína            | Salak      | Beatriz Haddad Maia         | 2–6, 2–6         |
| Győztes  | 5–4   | 2021. május 9.       | ITF Naples, Egyesült Államok      | Salak      | Irina Fetecău               | 6–0, 6–3         |
| Győztes  | 6–4   | 2021. május 23.      | ITF Pelham, Egyesült Államok      | Salak      | Jamie Loeb                  | 6–7(5), 6–4, 6–3 |
| Döntős   | 6–5   | 2021. július 4.      | ITF The Hague, Hollandia          | Salak      | Quirine Lemoine             | 5–7, 3–6         |
| Győztes  | 7–5   | 2021. szeptember 12. | ITF Frýdek-Místek, Csehország     | Salak      | Sofia Shapatava             | 6–2, 6–1         |
| Győztes  | 8–5   | 2021. október 24.    | ITF Rio do Sul, Brazília          | Salak      | Daniela Seguel              | 6–1, 6–0         |
| Döntős   | 8–6   | 2021. november 14.   | Aparecida de Goiânia, Brazília    | Salak      | Victoria Jiménez Kasintseva | 3–6, 5–7         |
| Győztes  | 9–6   | 2021. november 28.   | Brasilia, Brazília                | Salak (f)  | Elina Avaneszjan            | 0–6, 6–4, 6–3    |
| Győztes  | 10–6  | 2022. július 31.     | Cordenons, Olaszország            | Salak      | Elina Avaneszjan            | 6–2, 6–0         |
| Döntős   | 10–7  | 2022. október 23.    | Macon, Georgia, USA               | Kemény     | Madison Brengle             | 3–6, 1–6         |
| Győztes  | 11–7  | 2022. november 6.    | Barranquilla, Kolumbia            | Salak      | Laura Pigossi               | 6–2, 7–5         |
| Döntős   | 11–8  | 2023. október 22.    | Macon, Georgia, USA               | Kemény     | Taylor Townsend             | 3–6, 4–6         |
| Döntős   | 11–9  | 2023. november 12.   | Charleston, Dél-Karolina, USA     | Salak      | Emma Navarro                | 1–6, 1–6         |
| Döntős   | 11–10 | 2025. január 19.     | Új-Delhi, India                   | Kemény     | Tatyjana Prozorova          | 6–4, 6–7(6), 4–6 |
| Győztes  | 12–10 | 2025. június 22.     | Blois, Franciaország              | Salak      | Julie Belgraver             | 7–5, 6–3         |

### Páros (9–4)
| Díjazás                |
| ---------------------- |
| $100,000 verseny       |
| $75,000/80,000 verseny |
| $50,000/60,000 verseny |
| $25,000 verseny        |
| $15,000 verseny        |
| $10,000 verseny        |

| Döntők borítás szerint |
| ---------------------- |
| Kemény (0–0)           |
| Salak (9–3)            |
| Fű (0–0)               |
| Szőnyeg (0–1)          |

| Eredmény | Ssz. | Dátum                | Verseny                          | Borítás   | Partner                     | Ellenfél                                       | Eredmény            |
| -------- | ---- | -------------------- | -------------------------------- | --------- | --------------------------- | ---------------------------------------------- | ------------------- |
| Győztes  | 1–0  | 2016. október 2.     | ITF Melilla, Spanyolország       | Salak     | Mariana Dražić              | Marianna Natali Lisa Ponomar                   | 6–1, 2–0 feladta    |
| Győztes  | 2–0  | 2017. április 16.    | ITF Hammamet, Tunézia            | Salak     | Maia Lumsden                | Fernanda Brito Fanny Östlund                   | 6–4, 5–7, [10–4]    |
| Győztes  | 3–0  | 2017. május 7.       | ITF Győr, Magyarország           | Salak     | Mira Antonitsch             | Tamara Čurović Vang Hszin-jü                   | 6–1, 6–2            |
| Döntős   | 3–1  | 2017. szeptember 17. | ITF Székesfehérvár, Magyarország | Salak     | Jani Réka Luca              | Laura-Ioana Andrei Elena Bogdan                | 6–1, 2–6, [7–10]    |
| Győztes  | 4–1  | 2018. május 13.      | ITF Kaposvár, Magyarország       | Salak     | Bondár Anna                 | Yuliya Lysa Marija Marfutyina                  | 7–6(6), 6–1         |
| Döntős   | 4–2  | 2018. október 7.     | ITF Óbidos, Portugália           | Szőnyeg   | Diāna Marcinkeviča          | Natalija Kostić Akiko Omae                     | 3–6, 6–4, [7–10]    |
| Győztes  | 5–2  | 2019. szeptember 15. | ITF St. Pölten, Ausztria         | Salak     | Irina Fetecău               | Bondár Anna Jani Réka Luca                     | 7–6(5), 0–6, [11–9] |
| Győztes  | 6–2  | 2020. január 26.     | ITF Vero Beach, Egyesült Államok | Salak     | Hsu Chieh-yu                | Irene Burillo Escorihuela Andrea Lázaro García | 7–5, 4–6, [10–7]    |
| Győztes  | 7–2  | 2021. március 28.    | ITF Buenos Aires, Argentína      | Salak     | Amina Ansba                 | Valendíni Gramatikopúlu Richèl Hogenkamp       | 7–5, 6–2            |
| Győztes  | 8–2  | 2021. április 11.    | ITF Córdoba, Argentína           | Salak     | Amina Ansba                 | Bárbara Gatica Rebeca Pereira                  | 6–3, 6–3            |
| Döntős   | 8–3  | 2021. július 4.      | ITF The Hague, Hollandia         | Salak     | María José Portillo Ramírez | Marie Benoît Ioana Loredana Roșca              | 7–6(5), 5–7, [7–10] |
| Győztes  | 9–3  | 2021. április 11.    | Wiesbaden, Németország           | Salak     | Amina Ansha                 | Andrea Gámiz Eva Vedder                        | 6–2, 6–4            |
| Döntős   | 9–4  | 2025. március 16.    | Székesfehérvár, Magyarország     | Salak (f) | Udvardy Luca                | Irina Bara Ekaterine Gorgodze                  | 7–6(7), 3–6, [3–10] |

## Eredményei Grand Slam-tornákon

### Egyéniben
| Grand Slam | Australian Open | Australian Open    | Roland Garros  | Roland Garros    | Wimbledon      | Wimbledon        | US Open        | US Open          |
| Év         | Eredmény        | Utolsó ellenfél    | Eredmény       | Utolsó ellenfél  | Eredmény       | Utolsó ellenfél  | Eredmény       | Utolsó ellenfél  |
| 2021       | –               | –                  | –              | –                | Selejtező (Q2) | Selejtező (Q2)   | Selejtező (Q1) | Selejtező (Q1)   |
| 2022       | 1. kör          | Viktorija Azaranka | 1. kör         | FC Gómez         | 2. kör         | Elise Mertens    | Selejtező (Q1) | Selejtező (Q1)   |
| 2023       | 1. kör          | Camila Osorio      | 1. kör         | Irina Simanovics | 1. kör         | Arina Szabalenka | 1. kör         | Ajla Tomljanović |
| 2024       | Selejtező (Q1)  | Selejtező (Q1)     | 1. kör         | A Pavljucsenkova | 1. kör         | Anna Kalinszkaja | –              | –                |
| 2025       | Selejtező (Q2)  | Selejtező (Q2)     | Selejtező (Q2) | Selejtező (Q2)   | Selejtező (Q3) | Selejtező (Q3)   |                |                  |

## Év végi világranglista-helyezései
| Év     | 2016  | 2017 | 2018 | 2019 | 2020 | 2021 | 2022 | 2023 | 2024 |
| Egyéni | 1034. | 360. | 443. | 427. | 352. | 115. | 83.  | 140. | 159. |
| Páros  | 1066. | 419. | 354. | 469. | 438. | 244. | 71.  | 165. | 688. |

## Díjai, elismerései
- 2011: Jó tanuló, jó sportoló[6]
- 2015: A legjobb női kiscsapatnak járó díj a 11. Héraklész-gálán (a legjobb fiatal magyar sportolók díja)[43]